# The Boer War
The Boer War is een Amerikaanse stomme film uit 1914 onder regie van George Melford, met in de hoofdrollen Lawrence Peyton, William Brunton en Marin Sais. De film is wellicht zoekgeraakt.

## Verhaal
Tijdens een liefdadigheidsactie wordt kapitein Doane verliefd op Jane Lambert, de dochter van een gepensioneerde generaal. Wanneer Janes broer Jack de opbrengst van de actie steelt om zijn eigen gokschulden te betalen, neemt Doane de schuld op zich, tot afschuw van de Lamberts. Doane wordt uit het leger gezet, maar meldt zich opnieuw aan onder een valse naam en wordt Jacks ordonnans tijdens de Boerenoorlog. Wanneer Doane zich heldhaftig gedraagt in de strijd, schaamt Jack zich zo dat hij een brief schrijft waarin hij zijn vriend vrijpleit. Zonder dat Jack het weet vernietigt Doane de brief en redt later Jacks leven. Doane wordt zelf blind, maar hij verzoent zich uiteindelijk met de Lamberts wanneer Jack alles opbiecht. Jane zweert vervolgens om voor de rest van haar leven voor Doane te zorgen en hij wordt gehuldigd voor zijn moed. 

## Rolverdeling
| Acteur          | Personage                  |
| --------------- | -------------------------- |
| Edward Clisbee  | Generaal Lambert, op rust  |
| Jane Wolfe      | Mevr. Lambert              |
| Marin Sais      | Jane Lambert, hun dochter  |
| William Brunton | Lt. Jack Lambert, hun zoon |
| Lawrence Peyton | Kapitein Doane             |
| William H. West | Jaubert, een Boer generaal |